# Design de móveis
Design de móveis

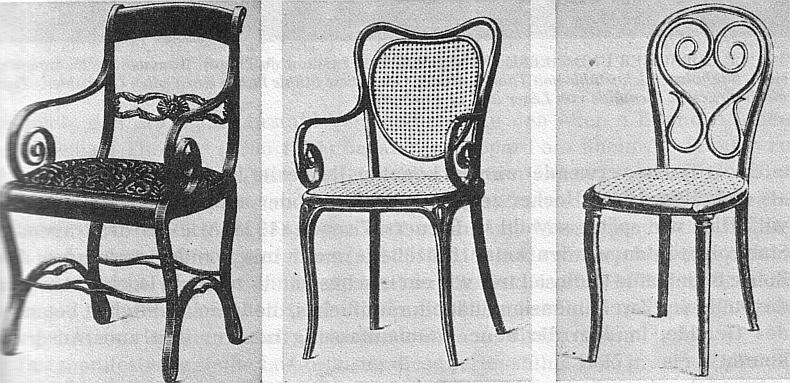
Cadeiras de Michael Thonet

O termo design de mobiliário é uma vertente do design de produto que lida com a concepção de móveis. Design de mobiliário inclui vários tipos de objetos mobiliários e de Decoração de Interiores. A intenção de um designer de móveis está na concepção e realização do mobiliário de acordo com aspectos funcionais, estéticos e compatíveis com o usuário. Situado em um contexto artístico, essa disciplina depende de tendências gerais e modismos, e procura fornecer diretrizes para novas tendências ou mudança de estilo. O Design de móveis é um processo dinâmico que envolve a investigação e desenvolvimento, bem como o desenvolvimento do protótipo à peça final do produto.

## Especialização do designer de móveis

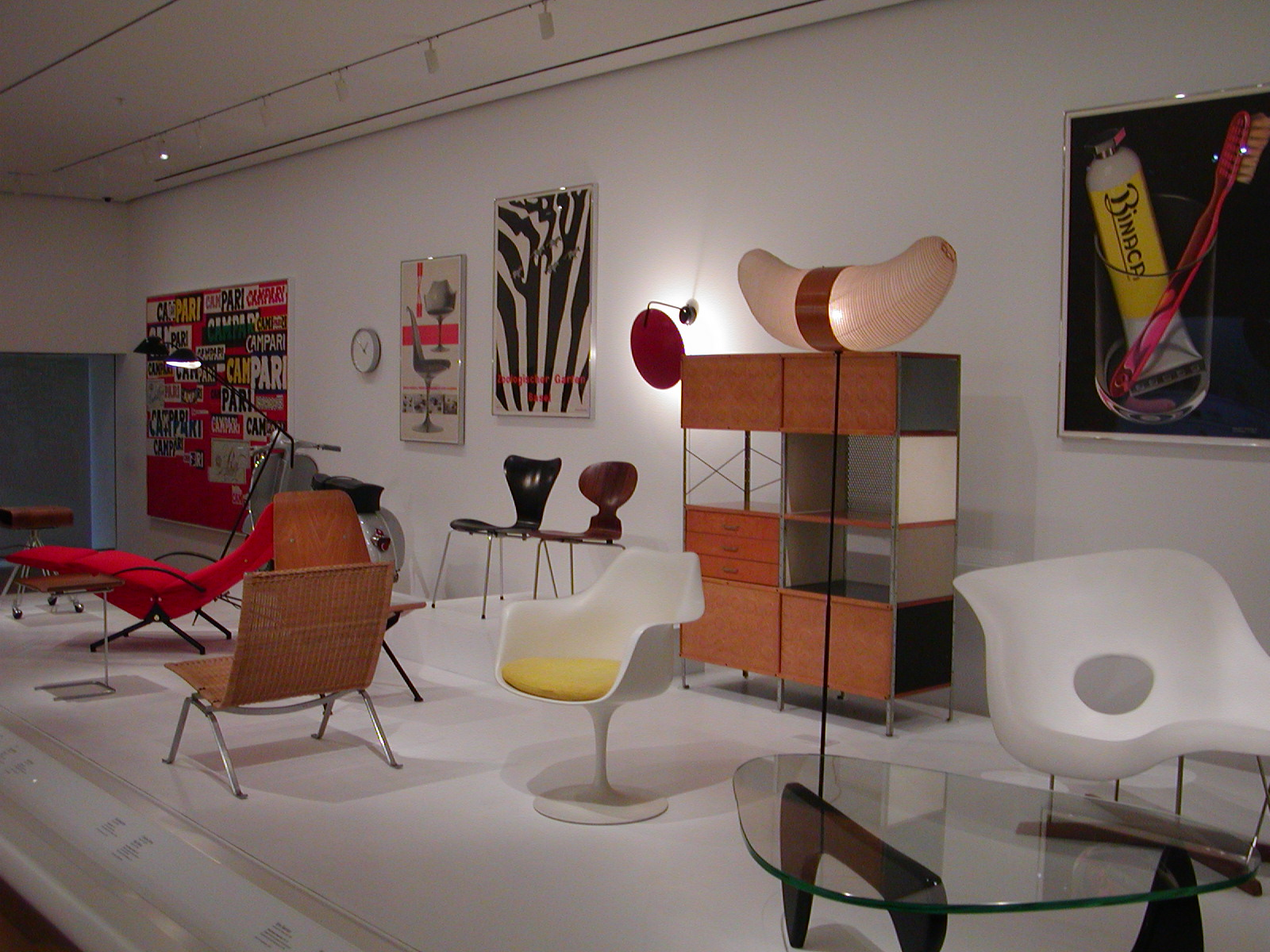
MOMA chairs 2

Para profissionais de design exigem-se conhecimentos e metodologias combinadas com a tecnologia de produção e experiência de gestão especializada, bem como um sentido para formas, cores e design. O trabalho de um designer de móveis exige conhecimento em engenharia processual, tecnologia de construção e materiais para móveis. Além disso, a formação acadêmica define um conhecimento profundo da história da arte e também na avaliação social.
Tradicionalmente os móveis eram feitos por marceneiros, isto mudou com a industrialização. Mesmo tendo os fabricantes seus próprios departamentos de design, utilizando ferramentas semi industriais esses móveis eram artesanais.
Até os meados do século XX havia poucos designers de móveis, estes eram sobretudo designers, arquitetos e esporadicamente também engenheiros. Os designers geralmente possuíam uma formação universitária, também esporadicamente,  ocorria a troca de carreira como por exemplo a do marceneiro com formação profissional.
Outra especialização é o design de cadeiras. Charles Eames projetou uma série de cadeiras especiais para escritório e Stefan Heiliger projetou numerosos estofados e cadeiras. O mobiliário para cozinha e iluminação não constam como design de móveis.

## História do design de móveis

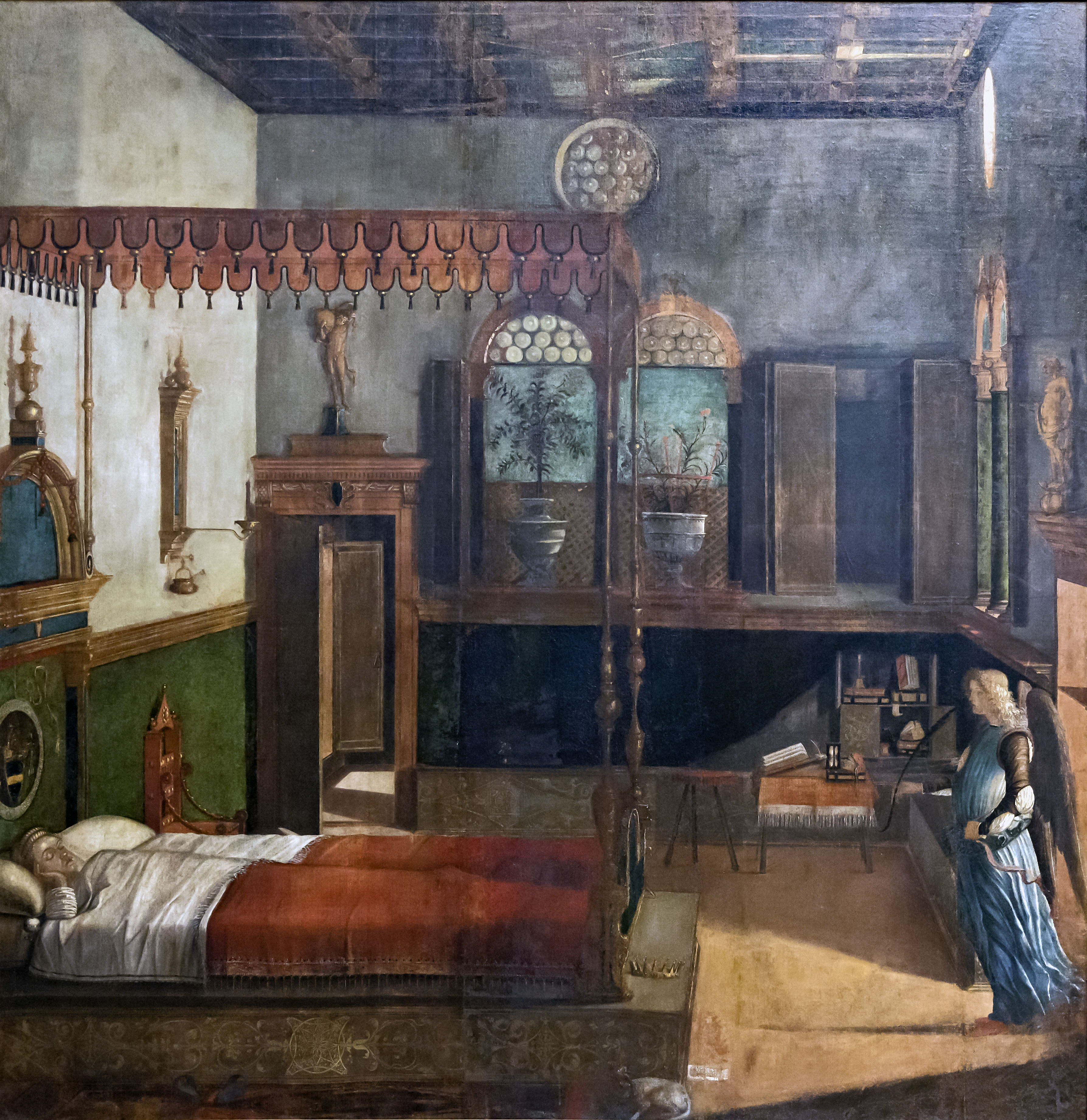
O Sonho de Santa Úrsula, da série Histórias de Santa Úrsula (1497-98) de Vittore Carpaccio

O primeiro móvel provavelmente foi a cama e a arca, seguido por móveis básicos, cadeiras, mesas e secretárias (escrivaninhas). Até a Idade Média e Renascença os móveis eram escassos e reservados especialmente a palácios e mosteiros.A especialização da concepção de móveis remonta ao tempo das fábricas do século XVII.  O ímpeto para a renovação e o aperfeiçoamento de interiores em geral e em particular do mobiliário para o uso das cortes surgiu inicialmente na França em meados do século XVII. Entre 1662 e 1667 durante o reinado de Henrique Navarra começou um programa de renovação e centralização do artesanato e das artes que foi prosseguido por Jean-Baptiste Colbert. Em 1662 foi fundada a “Manufacture Royale des Tapisseries et des Meubles de la Couronne”, resultando numa série de outras instituições similares. Em colaboração com academias de arte e ciência fundadas por Colbert se desenvolveu o estilo barroco utilizado na época de Louis XIV abrangendo estilisticamente toda Europa. Até o século XVIII, a França expandiu o design de móveis para toda Europa no estilo Louis XV e Louis XVI até o Empire. Os alemães Abraham e David Roentgen, moveleiros e marceneiros excepcionais do século XVIII eram requisitados em toda Europa.Novo impulso teve início com o movimento artístico na Inglaterra com “Arts and Craft” e a valorização das artes e ofícios propagada no início do século XIX, cujas ideias foram retomadas e desenvolvidas pelos designers do estilo Art Nouveau.

## Mobiliário de design moderno brasileiro

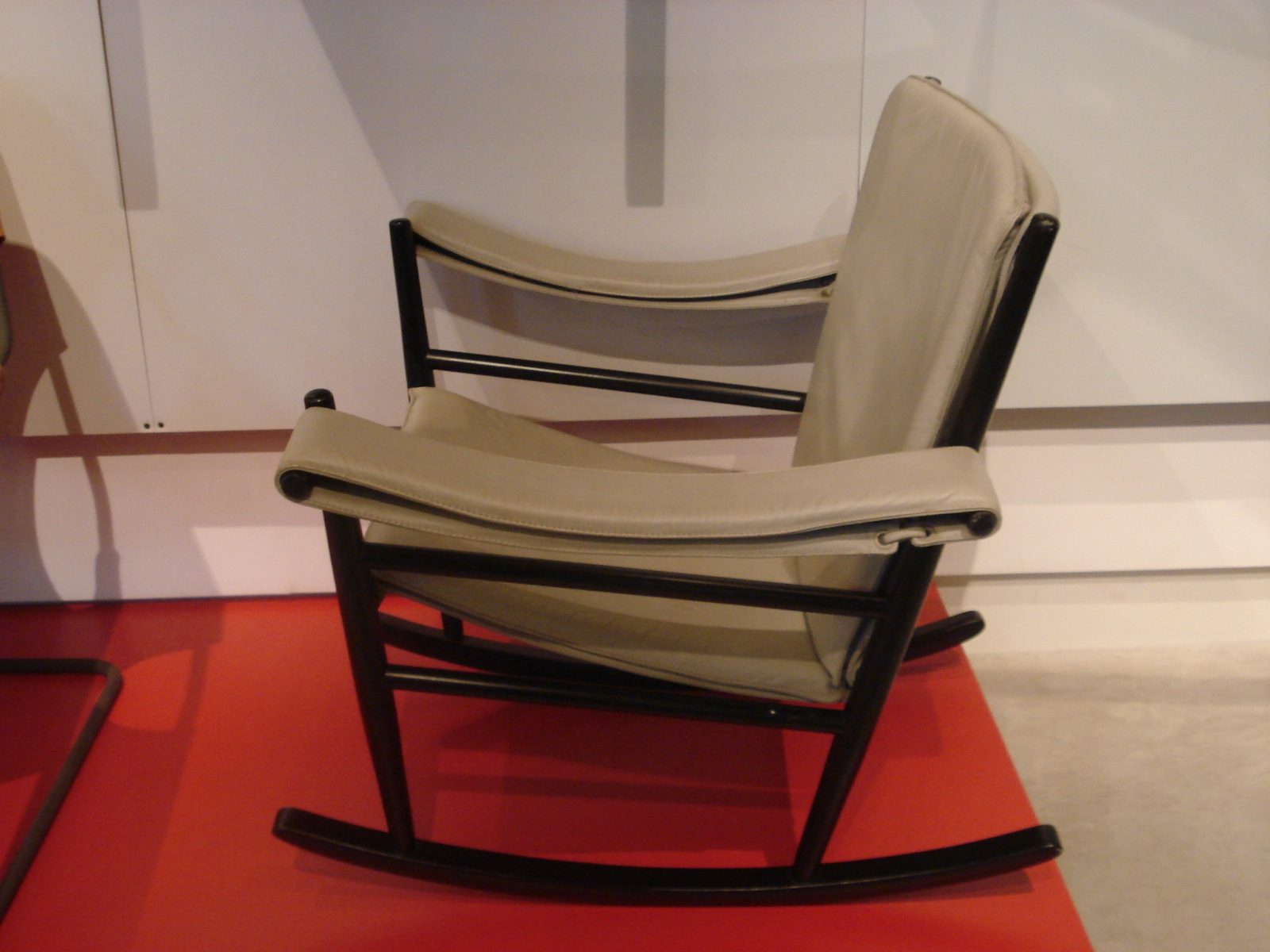
MCB mobiliário 02

As fronteiras entre design, arte e arquitetura podem ser difíceis de ser identificadas no estilo brasileiro. O design de móveis brasileiros combina o artesanato tradicional com materiais modernos e se refletem em duas épocas: a modernista entre 1940 e 1960 muitas vezes referida como “idade de ouro” e o avantgarde contemporâneo dos últimos vinte anos. Apesar da alta qualidade e design de estética, o design de móveis brasileiros, no entanto, está em contraste com a sua arquitetura internacional ainda relativamente desconhecida mundialmente.

## Características dos modernos móveis brasileiros
Em tempos de mudança política e crescimento econômico na década de 40 criou-se um design de mobiliário moderno que combinou estilos europeus como o Bauhaus e com os próprios elementos brasileiros, desenvolvendo um estilo de design inovador com novas formas. Os mobiliários e objetos de formas arredondadas e sensuais, inconfundíveis em seu estilo, encontrou reconhecimento internacional.
Oscar Niemeyer, Lina Bo Bardi e Paulo Mendes da Rocha, arquitetos modernos com renome internacional projetaram móveis e objetos em suas construções arquitetônicas estabelecendo padrões internacionais em design reconhecidos até hoje. Outros designers brasileiros de móveis são Jorge Zalszupin, Sérgio Rodrigues e José Zanine Caldas.

## Eco design de móveis
A madeira é o material mais utilizado na fabricação de móveis, muito se discute o uso de madeira certificada e reflorestada optando para outros materiais, como os assentos de PET (Politerefalato de etileno) feitos por cooperativas. O bambu também é uma opção sustentável, pois seu crescimento é rápido.

## Designers de Móveis
- Arne Jacobsen
- Irmãos Campana
- Joaquim Tenreiro
- John Graz
- Jorge Zalszupin
- José Zanine Caldas
- Lina Bo Bardi
- Michel Arnoult
- Michael Thonet
- Oscar Niemeyer
- Paulo Mendes da Rocha
- Sergio Rodrigues

## Cidades de grande expressão moveleira no Brasil
A economia dessas cidades está baseada na indústria moveleira
- Curitiba/PR
- São Bernardo do Campo/SP
- Itatiba/SP
- Ubá/MG
- Bento Gonçalves/RS
- São Bento do Sul/SC
- Rio Negrinho/SC
- Linhares/ES
- Arapongas/PR
- Lagoa Vermelha/RS

## Literatura

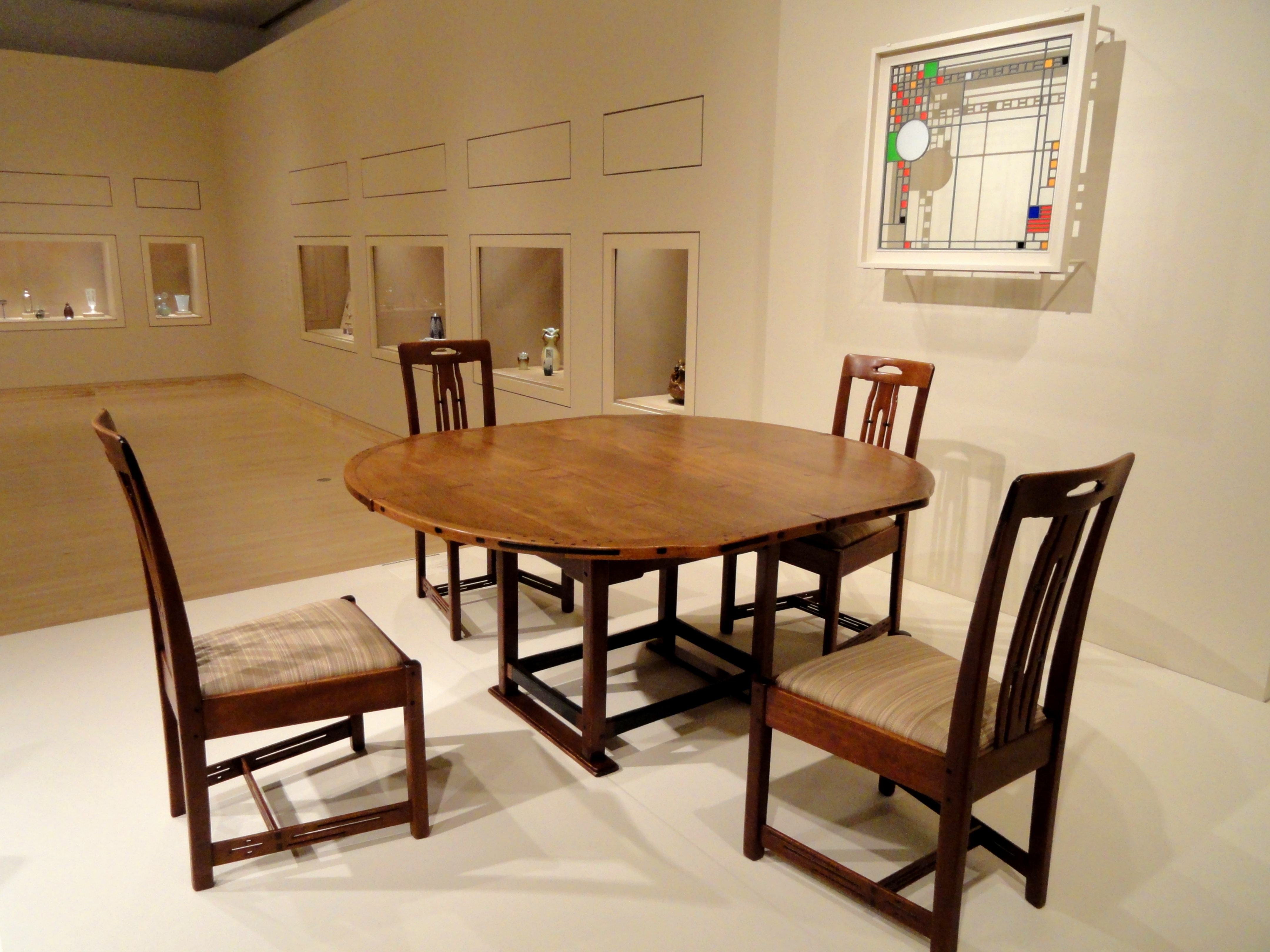
Dining Room Suite, Greene & Greene - Indianapolis Museum of Art - DSC00550

- Patricia Silva de Azevedo: Eco Eficiência no Design de Móveis sob encomenda. Distribuidora Curitiba de Papéis e Livros S/A. ISBN 8580390206
- Eva B. Ottillinger (Hrsg.): Design de mobiliário dos anos 50 /Möbeldesign der 50er Jahre. Wien 2005. ISBN 3-205-77376-4.
- Albrecht Bangert: Design de mobiliário italiano /Italienisches Möbeldesign. Klassiker von 1945 bis heute. München: Bangert-Verl. 1992. ISBN 3-925560-01-7